# Iclozel
Iclozel (węg. Kisiklód) – wieś w Rumunii, w okręgu Kluż, w gminie Iclod. W 2011 roku liczyła 182 mieszkańców.